# Boicot, Desinversions i Sancions
El moviment Boicot, Desinversions i Sancions (o moviment BDS) és una campanya mundial que tracta d'augmentar la pressió econòmica i política sobre Israel perquè compleixi els objectius declarats del moviment: la fi de l'ocupació i colonització de Territoris Palestins, la plena igualtat per als ciutadans arabopalestins d'Israel, i el respecte al dret al retorn dels refugiats palestins.
La campanya es va iniciar el 9 de juliol del 2005 per iniciativa de 171 organitzacions no governamentals palestines en suport al boicot, la desinversió i les sancions internacionals contra Israel. Citant un conjunt de resolucions de l'ONU i fent-se ressò específicament de les campanyes antiapartheid contra el domini de la minoria blanca en l'era de l'apartheid a Sud-àfrica, la campanya BDS va cridar a dur a terme «diverses maneres de boicot contra Israel fins que aquest compleixi les seves obligacions en virtut del dret internacional».
Hi ha un debat considerable sobre l'abast, l'eficàcia i la moral del moviment BDS. Els crítics argumenten que el moviment BDS promou la deslegitimació d'Israel. Els partidaris del BDS sostenen que tant el moviment com la crítica del moviment són similars als boicots que anteriorment es van fer a Sud-àfrica durant l'apartheid, una comparació que els crítics rebutgen categòricament dient que l'analogia de l'apartheid no se sosté, tot i que els paral·lelismes que s'hi troben són evidents.

## Objectius
D'acord amb la crida de juliol del 2005, la campanya de BDS insta a dur a terme diverses formes de «mesures punitives no violentes» contra Israel fins que «compleixi amb els preceptes del dret internacional» per:
1. Posar fi a l'ocupació i colonització de totes les terres àrabs i el desmantellament del Mur de Cisjordània;
2. Reconèixer els drets fonamentals dels ciutadans arabopalestins d'Israel en plena igualtat; i
3. Respectar, protegir i promoure els drets dels refugiats palestins a tornar a les seves llars i propietats, tal com s'estipula en la Resolució 194 de l'ONU».[9]

## Organitzacions

### PACBI, l'inici a Palestina
El 2004 es crea la Palestinian Campaign for the Academic and Cultural Boycott of Israel (PACBI), formada per acadèmics i intel·lectuals palestins que fan una crida amb la declaració del 6 de juliol de 2004 d'una convocatòria on sorgeixen les bases per l'aplicació d'aquests boicots per les institucions acadèmiques i culturals israelianes amb l'aplicació de les següents bases:
- No participar en cooperacions, col·laboracions o projectes de caràcter acadèmic o cultural amb institucions israelianes.
- Defensar el boicot de les institucions israelianes en els àmbits nacionals i internacionals, inclosos el finançament i la subvenció d'aquestes institucions.
- Promoure la desinversió a Israel per part d'institucions acadèmiques internacionals.
- Denunciar les polítiques israelianes
- Donar suport a les institucions acadèmiques i culturals palestines.

A partir de l'any 2008 s'intensifica la campanya de boicot acadèmic, ja que succeeix l'atac a Gaza. Es multipliquen les campanyes amb la formació de noves plataformes i delegacions internacionals de la PACBI, que fan una trobada l'any 2010 on sorgeix la primera xarxa de contactes i de coordinació d'esforços entre les diverses associacions.

### BDS Catalunya
BDS Catalunya es constitueix com a organització promotora al territori català del moviment BDS. És una organització autogestionada que funciona de manera assembleària i no rep subvencions de cap institució, funciona com a part del moviment social iniciat per la societat civil palestina l'any 2005. Coopera de manera internacional amb altres grups BDS, mantenint de manera permanent un lligam amb el Comité Nacional Palestí (BNC). Els objectius de l'organització són:
- Sensibilitzar sobre la solidaritat amb el poble palestí.
- Endegar campanyes dirigides a la ciutadania del territori català.
- Fer xarxes amb actor locals per forçar un canvi en les polítiques del govern i les institucions vers l'estat d'Israel.[11]

## Accions

### Catalunya

#### Boicot acadèmic

##### BDS UAB

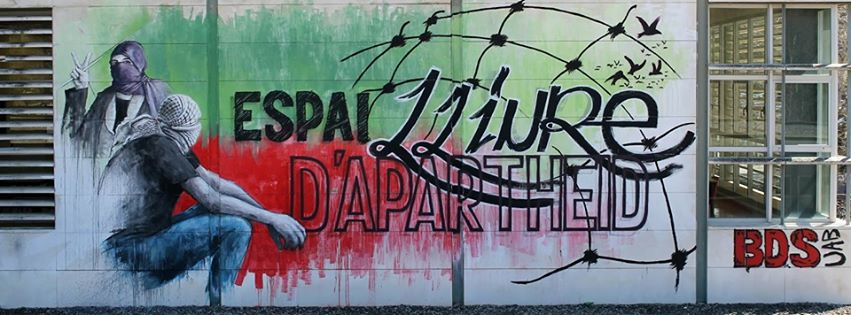
Mural realitzat a la UAB per BDS UAB

Dins la branca BDS Catalunya Rodalies hi trobem el col·lectiu BDS Universitat Autònoma de Barcelona (BDS UAB) creat l'any 2015. L'objectiu principal és fer educació a la universitat per tal de poder contrarestar la informació esbiaixada que es dona als medis. Per tant, entre els seus objectius es troba informar, conscienciar i sensibilitzar a la comunitat universitària dels objectius del Boicot, Desinversió i Sancions. Entre els seus actes principals es troben les reunions celebrades en commemoració d'Al Nakba o les jornades BDS de la Universitat Autònoma de Barcelona celebrades el 8, 9 i 10 de març de 2016.
L'acte amb més repercussió mediàtica i universitària fins al moment, ha estat la moció presentada al claustre de la UAB, demanant que aquest assumeixi la crida BDS contra Israel. El claustre, òrgan polític de la UAB, format per estudiants, professors, àrea de serveis i govern universitari, va sotmetre a votació aplicar el boicot acadèmic i declarar la UAB espai lliure d'apartheid.
A efectes pràctics, la primera moció aprovada el dia 18 de desembre de 2015, va suposar:
- L'equip de govern de la UAB declara la institució educativa com un espai lliure d'apartheid
- Trenca tota mena de relacions amb aquelles institucions israelianes que estiguin directament o indirecta implicades en l'ocupació de Palestina.
- Tots els anteriors supòsits es mantenen fins que Israel respecti els drets humans i compleixi el dret internacional.[13]

#### Altres accions acadèmiques
Es troben altres mobilitzacions, com per exemple la realitzada al Desembre de 2013 contra la col·laboració de la UAB en un projecte amb universitats israelianes d'investigació per part del SEPC (Sindicat Estudiantil dels Països Catalans). Anomenat Boicot CAPER (Collaborative information, Acquisition, Processing, Exploitation and Reporting for the prevention of organised crime), instava a la UAB a no participar en el projecte al costat d'una universitat israeliana en una investigació de seguretat i militar que contribueix a la violació de drets humans.

#### Boicot cultural
El boicot cultural a l'estat d'Israel, se sosté en les bases creades pel PACBI (Palestinian Campaign for the Academic and Cultural Boycott of Israel) l'any 2004. Es tracta de fer boicot a les institucions culturals perquè formen part del manteniment de la opressió al poble palestí per part d'Israel i la negació de drets humans, inclosa la llibertat de moviment i d'expressió. Es tracta aleshores de boicotejar institucions culturals israelianes o institucions i esdeveniments que comptin amb el suport d'institucions israelianes. S'engloben companyies de teatre, grups de música, festivals de cinema, festivals de música, escriptors, etc.

##### Espectacle Krum, Festival Grec
L'any 2014, amb motiu de l'espectacle Krum, creat per un artista israelià i amb la col·laboració de l'ambaixada d'Israel i el Departament de Cultura de la Generalitat de Catalunya, el col·lectiu BDS Catalunya organitzà una concentració juntament amb la coalició "No més complicitat amb Israel" per demanar la cancel·lació del espectacle Krum i el trencament de les relacions institucionals i diplomàtiques amb l'ambaixada d'Israel i qualsevol altra institució de l'estat israelià fins que aquest complís amb els supòsits de no ocupació del territori palestí.

##### Filmoteca de Catalunya

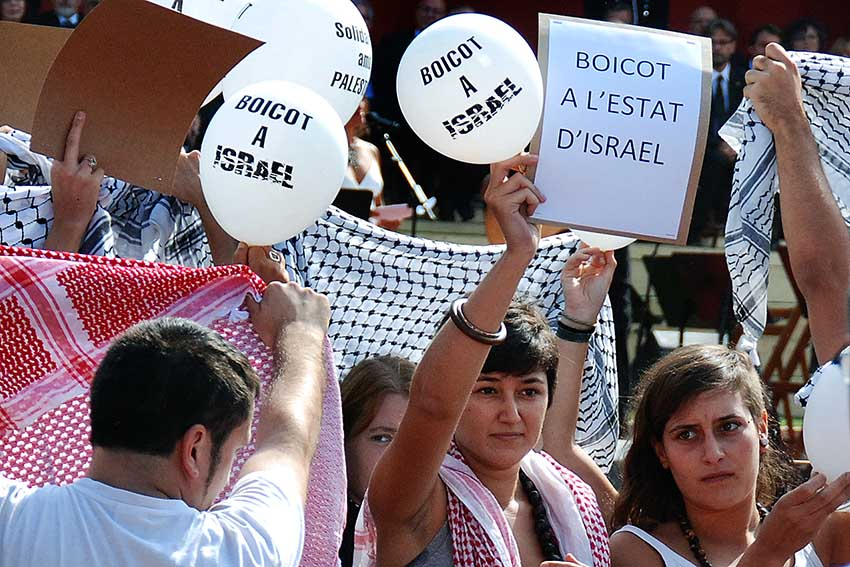
Participants a la manifestació del 2013, demanant el boicot al cicle de cinema israelià de la Filmoteca de Catalunya.

La campanya BDS Catalunya organitzà una manifestació com a eina de protesta i boicot a la mostra de cinema israelià feta al Setembre de 2013 a la Filmoteca de Catalunya. Com a organitzadors d'aquest esdeveniment hi constaven institucions com l'Ajuntament de Barcelona, el Festival de Cinema Jueu de Barcelona, l'Ambaixada d'Israel a l'Estat Espanyol i l'Associació Europea per la Preservació i Promoció de la Cultura i el Patrimoni Jueu (AEJP). Es justificà aquest boicot perquè des de BDS Catalunya, s'entenia que la mostra promovia la complicitat amb les institucions de l'estat israelià i es pretenia la denúncia d'aquestes relacions diplomàtiques i aliances amb Israel.

##### Primavera Sound
L'any 2015 des de BDS Catalunya es llançà la campanya Primavera Colonial, per denunciar la col·laboració del festival de música Primavera Sound de Barcelona amb l'ambaixada israeliana. El nom de la campanya pretenia mostrar les polítiques colonials a Palestina per part de l'estat d'Israel.